# Dave Filoni
David Filoni (Mount Lebanon, 7 giugno 1974) è un animatore, regista e sceneggiatore statunitense.
È noto soprattutto per essere stato regista e supervisore dell'animazione della serie animata Star Wars: The Clone Wars. È stato anche il co-creatore e produttore esecutivo di Star Wars Rebels e di Star Wars: Tales of the Jedi, nonché regista e produttore esecutivo di The Mandalorian.
Dal 22 novembre 2023 è direttore creativo della Lucasfilm.

## Biografia
Dave è cresciuto a Mt. Lebanon, la periferia a sud-ovest di Pittsburgh, in Pennsylvania. Frequenta la Mt. Lebanon High School e prende parte alla banda musicale e alla squadra di hockey su ghiaccio di quest'ultima. Si diploma nel 1992. In seguito frequenta la Edinboro University of Pennsylvania, dove gioca nuovamente nella squadra di hockey.
Nel 1999 inizia la sua carriera nell'animazione, disegnando gli storyboard della serie Mission Hill, Teamo Supremo e Dave il Barbaro. Nel 2005 debutta come regista nella serie animata Avatar - La leggenda di Aang, per la quale dirige sette episodi della prima stagione. Questo lavoro lo fa notare da George Lucas, che lo contatta per lavorare alla serie Star Wars: The Clone Wars, della quale Filoni è stato regista e supervisore dell'animazione e regista anche l'omonimo prequel cinematografico. Lo stesso Filoni ha rivelato che, quando gli venne offerto il lavoro in The Clone Wars, all'inizio ha creduto si trattasse di uno scherzo.
Nel 2014 esce Star Wars Rebels, della quale è il co-creatore e produttore esecutivo per tutte e quattro le stagioni e, per le prime due, è stato anche il regista supervisore. Justin Ridge gli è succeduto alla supervisione nel settembre 2016 quando Filoni ha accettato una promozione per supervisionare tutti i progetti della Lucasfilm Animation.
È anche accreditato come uno dei creatori di Star Wars: Forces of Destiny e come creatore della serie animata Star Wars Resistance.
Nel 2019 è il regista e produttore esecutivo di The Mandalorian, prima serie live-action di Guerre stellari, mentre nel 2021 esce Star Wars: The Bad Batch, serie animata spin-off di The Clone Wars di cui è il creatore e co-produttore esecutivo.

## Filmografia

### Regista

#### Lungometraggi
- Star Wars: The Clone Wars (2008)

#### Serie televisive
- Avatar - La leggenda di Aang (Avatar: The Last Airbender) - serie animata (2005)
- Star Wars: The Clone Wars - serie animata (2008-2020)
- Star Wars Rebels - serie animata (2014-2018)
- The Mandalorian - serie TV (2019-in produzione)
- The Book of Boba Fett - serie TV (2021)
- Star Wars: Tales of the Jedi - serie animata (2022-in produzione)
- Ahsoka - serie TV (2023)

### Sceneggiatore

#### Serie televisive
- Avatar - La leggenda di Aang (Avatar: The Last Airbender) - serie animata (2005)
- Star Wars: The Clone Wars - serie animata (2008-2020)
- Star Wars Rebels - serie animata (2014-2018)
- The Mandalorian - serie TV (2019-in produzione)
- Star Wars: The Bad Batch (2021-2024)
- The Book of Boba Fett - serie TV (2021)
- Star Wars: Tales of the Jedi - serie animata (2022-in produzione)
- Ahsoka - serie TV (2023)

### Produttore esecutivo
- Avatar - La leggenda di Aang (Avatar: The Last Airbender) – serie animata (2005)
- Star Wars: The Clone Wars – serie animata (2008-2020)
- Star Wars Rebels – serie animata (2014-2018)
- Star Wars: Forces of Destiny – serie animata (2017-2018)
- Star Wars Resistance – serie animata (2018-2020)
- The Mandalorian – serie TV (2019-in produzione)
- Star Wars: The Bad Batch – serie animata (2021-2024)
- The Book of Boba Fett - miniserie TV (2021-2022)
- Star Wars: Tales of the Jedi – serie animata (2022-in produzione)
- Ahsoka – serie TV (2023)
- Star Wars: Skeleton Crew – serie TV (2024)

### Artista degli storyboard
- King of the Hill (1997-1999)
- Mission Hill (1999)
- Teamo Supremo (2002)
- Dave il Barbaro (2004)

## Riconoscimenti

### Golden Globe[7]
- 2021: 
  - Candidatura per la miglior serie drammatica per The Mandalorian

### Premio Emmy[8]
- 2020:
  - Candidatura per la miglior serie televisiva drammatica per The Mandalorian
- 2021:
  - Candidatura per la miglior serie televisiva drammatica per The Mandalorian
  - Candidatura per la miglior sceneggiatura per una serie drammatica per l'episodio Capitolo 13: La Jedi